# ワンツーギャンゴ
ワンツーギャンゴは、かつてサンミュージックプロダクションで活動していた日本のお笑いコンビである。
2011年5月20日、メンバーの今井辰紀の急死によりコンビも解散となった。

## メンバー
- 今井 辰紀（いまい たつのり、1981年2月15日 - 2011年5月20日）（満30歳没）
  - 広島県出身。
  - 身長169cm、血液型O型。
  - 大阪芸術大学卒業。大学生時代は落語研究会に所属。同じ芸人のこんせいそんは、同じ落語研究会の先輩に当たる。
  - 2011年5月20日、急病（詳細不明）により急逝した[1][2]。享年30。ブログは死去の前日まで更新されており、その日は「アレルギー性の蕁麻疹が再発したので動物性蛋白質が摂れない」などの話を綴り、「なんかネガティブなブログですいません。これが俺のリアルだ !! 」の一文で締め括られていた[3]。しかし21日の番組収録を前に連絡が取れず、不審に思ったマネージャーと浦本が他の芸人を所在確認のために今井の自宅へ行かせたところ、倒れているのが見つかったという[4]。

- 浦本 雄介（うらもと ゆうすけ、1980年11月20日 - ）（44歳）
  - 福岡県出身。
  - 身長181cm、血液型A型。
  - 今井の死後、芸人を辞め実家に帰ることが本人のブログにて発表された[5]。今井の葬儀の後の記事では、相方への思いを綴ると共に「番組の収録に遅刻、というコントのオチが『死んどるんかい!』じゃ誰も笑わんやろ。絶対それ以外のオチあったやん!」と記している[6]。

## 略歴・概説
- 両名は2005年4月にサンミュージックグループのプロジェクトGET運営のお笑いスクール「TOKYO☆笑BIZ」に2期生として入学し、そこでコンビ結成。卒業後にサンミュージック所属となる。同じサンミュージック所属コンビのぽ〜くちょっぷとはTOKYO☆笑BIZでの同期にあたる。
- ネタはコントが多い。「卵の役者」、「巨乳男のゴルフレッスン」等の持ちネタがあった。
- 二人でのライブ出演は2011年5月15日の「お笑いプレーオフ」（新宿ゴールデン街劇場）が最後となった。同年5月19日には事務所の先輩の藤井ペイジ!（藤井宏和）（飛石連休）のトークライブ「ペイジワンR」の手伝いをしており[7]、打ち上げをする居酒屋の店先で藤井の誘いに今井が「今日は今から深夜バイトなんですよ〜」と言葉を返したのが藤井との最後の会話になったという。藤井は自身のブログで、この後輩の突然の死を「ゴールデンのネタ番組にも初めて出演した所でまさにこれからという時だったのに、あまりにも早すぎる」と今井の死を悼んでいる。
- 2011年5月21日収録の「オンバト+」（同年6月18日放送）に出場予定だったが、今井の急逝により出場を辞退した[1]。代わりに前説のブーブートレインが出場した。また22日には「わらふぢなるお×ワンツーギャンゴトークライブvol.3」を開催予定だったが、これも中止となっている。このトークライブは、元来はわらふぢなるおの単独のトークライブとして2回開催され、そこにワンツーギャンゴが加わったトークライブがさらに2回開催されていた。
- カンニング竹山らサンミュージックの同僚たちは、毎年の今井の命日には欠かさず墓参りをしている[8][9]。

## 出演

### テレビ
- オンバト+（NHK総合）戦績0勝1敗 221KB
- BSふれあいステージ・爆笑最前線（NHK BS2、BS-hi）
- ワッチミー!TV×TV（BSフジ） - 2008年11月24日『watch me! 笑劇場』
- カンニングのDAI安吉日!（BSフジ）
- 7万人探偵ニトベ（BS朝日）- episode 3「ダンディ坂野殺人事件」（2009年5月8日）
- BSブランチ（BS-TBS） - 2010年6月26日
- 爆問パワフルフェイス!（TBS） - 2011年4月13日

### CM
- 大塚製薬・ポカリスエット（浦本のみ）